# Pottia mexicana
Pottia mexicana là một loài rêu trong họ Pottiaceae. Loài này được Hampe ex Müll. Hal. mô tả khoa học đầu tiên năm 1849.